# Sertaç Çam
Sertaç Çam (* 28. November 1992 in Istanbul) ist ein türkischer Fußballspieler.

## Karriere
Çam kam im Istanbuler Stadtteil Bakırköy auf die Welt und begann hier mit dem Vereinsfußball in der Jugend von Gaziosmanpaşaspor.
Zur Saison 2010/11 erhielt er bei diesem Klub einen Profivertrag und wurde erst am Training der Profimannschaft beteiligt und gab schließlich am 1. September 2010 in der Pokalbegegnung gegen Güngören Belediyespor sein Profidebüt. Nach dieser Begegnung eroberte er sich einen Stammplatz und behielt diesen die nächsten zweieinhalb Spielzeiten lang. In der Wintertransferperiode 2012/13 wechselte er innerhalb der TFF 2. Lig zu Bandırmaspor. Nachdem er sich hier in zwei Jahren nicht als Stammspieler behaupten konnte, wurde er erst für die Rückrunde der Saison 2014/15 an Tokatspor und für die Saison 2015/16 an Kocaeli Birlikspor ausgeliehen.
In der Sommertransferperiode 2016/17 wechselte er zum Zweitligisten Altınordu Izmir und in der Rückrunde der Saison 2016/17 gemeinsam mit seinem Teamkollegen Üstün Bilgi zum Ligarivalen Bandırmaspor.
Anschließend folgten die Stationen Bugsaşspor und Keçiörengücü. Mit Letzterem wurde er Meister der TFF 2. Lig und stieg durch diesen Erfolg in die TFF 1. Lig auf. Anfang des Jahres 2020 wechselte Çam zu Manisaspor, mit welcher Mannschaft er den Erfolg wiederholen konnte. Auch hier wechselte er zum Jahreswechsel, diesmal zu Pendikspor.

## Erfolge
Mit Keçiörengücü
- Meister TFF 2. Lig und Aufstieg in die TFF 1. Lig: 2018/19